# François Englert
François Englert (Etterbeek, Bèlgica, 1932) és un científic belga, especialitzat en física i cosmologia. És un dels especialistes de la física de partícules i la teoria de cordes.

## Biografia
Va néixer el 6 de novembre de 1932 a la comuna d'Etterbeek, situada a la Regió de Brussel·les-Capital (Bèlgica).
Durant l'ocupació alemanya de Bèlgica en la Segona Guerra Mundial, va haver d'amagar la seva identitat jueva i viure en orfenats i cases infantils a les ciutats de Dinant, Lustin, Stoumont i, finalment, Annevoie-Rouillon. Aquests pobles finalment van ser alliberats per l'exèrcit estatunidenc.
Es diplomà el 1955 a la Universitat Lliure de Brussel·les i, posteriorment, es llicencià en aquesta mateixa universitat en física, i n'obtingué el doctorat el 1957. El 1959 es traslladà a la Universitat Cornell (Estats Units), on treballà al costat de Robert Brout. El 1964, fou nomenat professor de la Universitat Lliure de Brussel·les, i n'esdevingué professor emèrit l'any 1988.

## Carrera científica
Al costat de Brout, aconseguí demostrar l'any 1964 que, mesurant camps vectorials, es pot adquirir la massa-espai buit si estant dotats d'un particular tipus d'estructura que es pot trobar en sistemes de materials, i van teoritzar sobre el mecanisme de ruptura de simetria, que implicava la presència de la partícula fonamental o bosó escalar. Al mateix temps, el físic Peter Higgs arribà a la mateixa conclusió, formulant l'anomenada teoria del Bosó de Higgs.
L'any 1997 va rebre, juntament amb Brout, el Premi d'Altes Energies i Partícules de la Societat Europea de Física, el 2004 el Premi Wolf de física i el 2013 el Premi Príncep d'Astúries d'Investigació Científica i Tècnica, juntament amb Peter Higgs i el CERN.
L'any 2013 va rebre, juntament amb el físic britànic Peter Higgs, el Premi Nobel de Física per la formulació de la teoria del bosó de Higgs.